# Tina Nicholson
Kristina J. Nicholson, detta Tina (Downingtown, 27 settembre 1973), è un'ex cestista statunitense, professionista nella WNBA.

## Carriera
È stata selezionata dalle Cleveland Rockers al terzo giro del Draft WNBA 1997 (20ª scelta assoluta).